# Juno Reactor

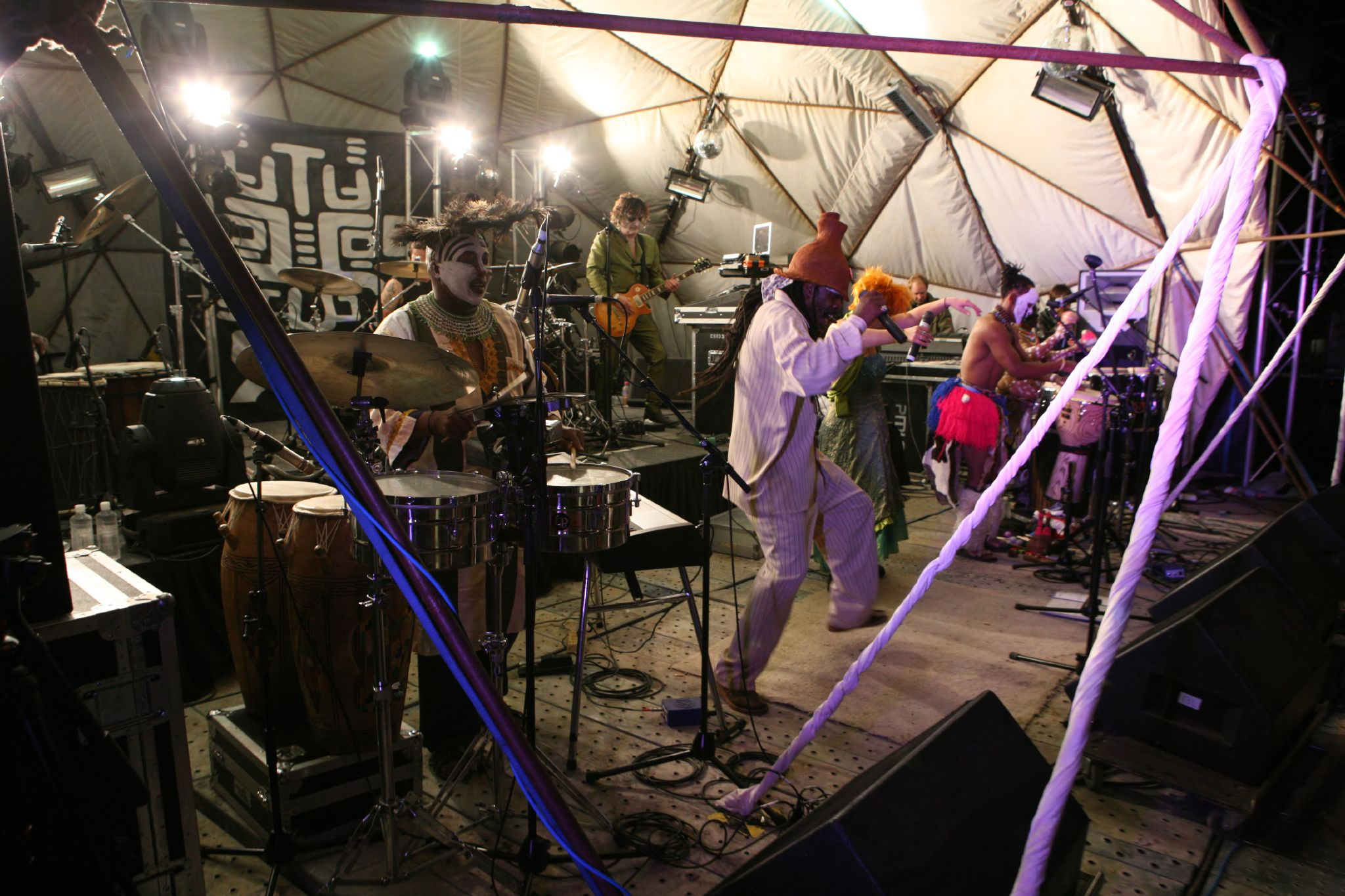
Juno Reactor in 2008 op Earthcore in Australië

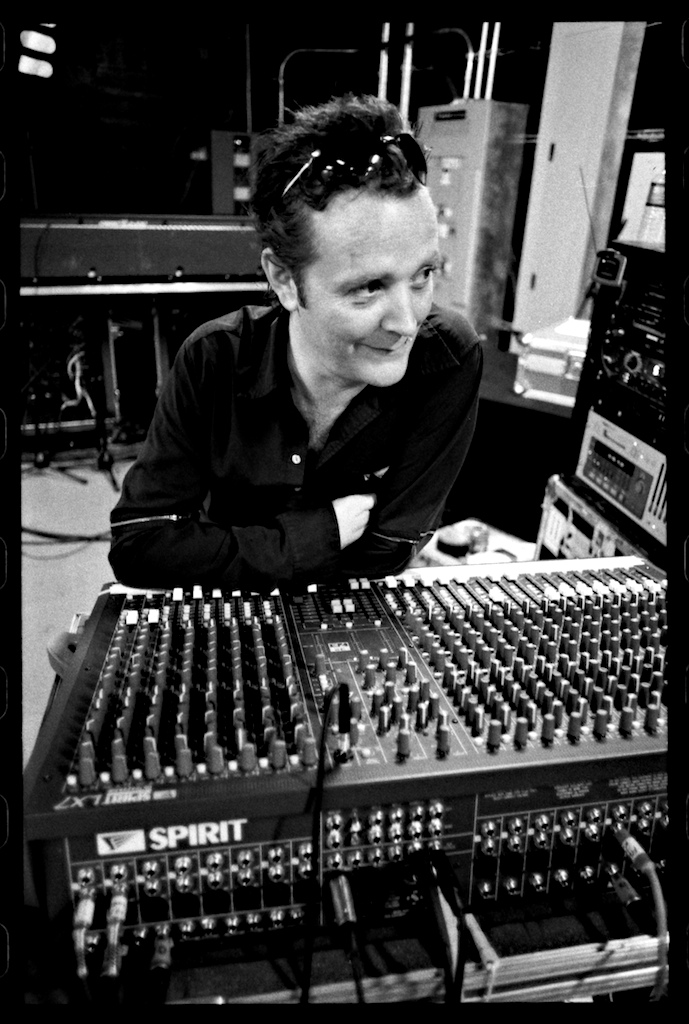
Ben Watkins in 2001 in de Verenigde Staten

Juno Reactor is een Brits muziekproject in de goa c.q. psytrance (ook wel 'etno-goa'-band) die bekendstaat om haar cinematische mengeling van elektronische, orchestrale en wereldmuziek. Ben Watkins is de centrale figuur achter de groep, die sinds de jaren 1980 samenwerkt met een constant wisselende groep van musici uit de hele wereld, waaronder Mabi Thobejane (Zuid-Afrika), Amampondo, Eduardo Niebla, Steve Stevens, Greg Ellis, Taz Alexander, Ghetto Priest, Sugizo, Martin Glover en Yasmin Levy. Juno Reactor zelf ontstond in 1990 als kunstproject waarmee Watkins zich tot doel stelde het produceren van experimentele muziek en soundtracks zonder commerciële bijbedoeling.
In 1993 werd de eerste single "Laughing Gas" uitgebracht, gevolgd door het debuutalbum Transmissions. Het zesde album Labyrinth (2004) bevat werk dat gebruikt wordt in de Matrix-trilogie. Het meest recente en achtste album is The Golden Sun of the Great East (2013).

## Discografie
- 1993: Transmissions (album)
  - 1994: Laughing Gas (single)
  - 1994: High Energy Protons (single)
- 1994: Lu.Ci-Ana (album)
- 1995: Beyond the Infinite (album)
  - 1995: Guardian Angel (single)
  - 1996: Samurai (ep)
  - 1997: Jungle High (single)
  - 1997: Conga Fury (ep/single)
- 1997: Bible of Dreams (album)
  - 1997: God Is God (single)
- 2000: Shango (album)
  - 1999: Pistolero (single)
  - 2000: Nitrogen (Part 1 & 2) (single)
  - 2000: Masters of the Universe (single)
  - 2002: Hotaka (ep/single)
  - 2003: Zwara (ep)
- 2003: Odyssey 1992-2002 (album, Best Of)
- 2004: Labyrinth (album)
- 2008: Gods & Monsters (album)
- 2013: The Golden Sun of the Great East (album)